# アッシャーの年表

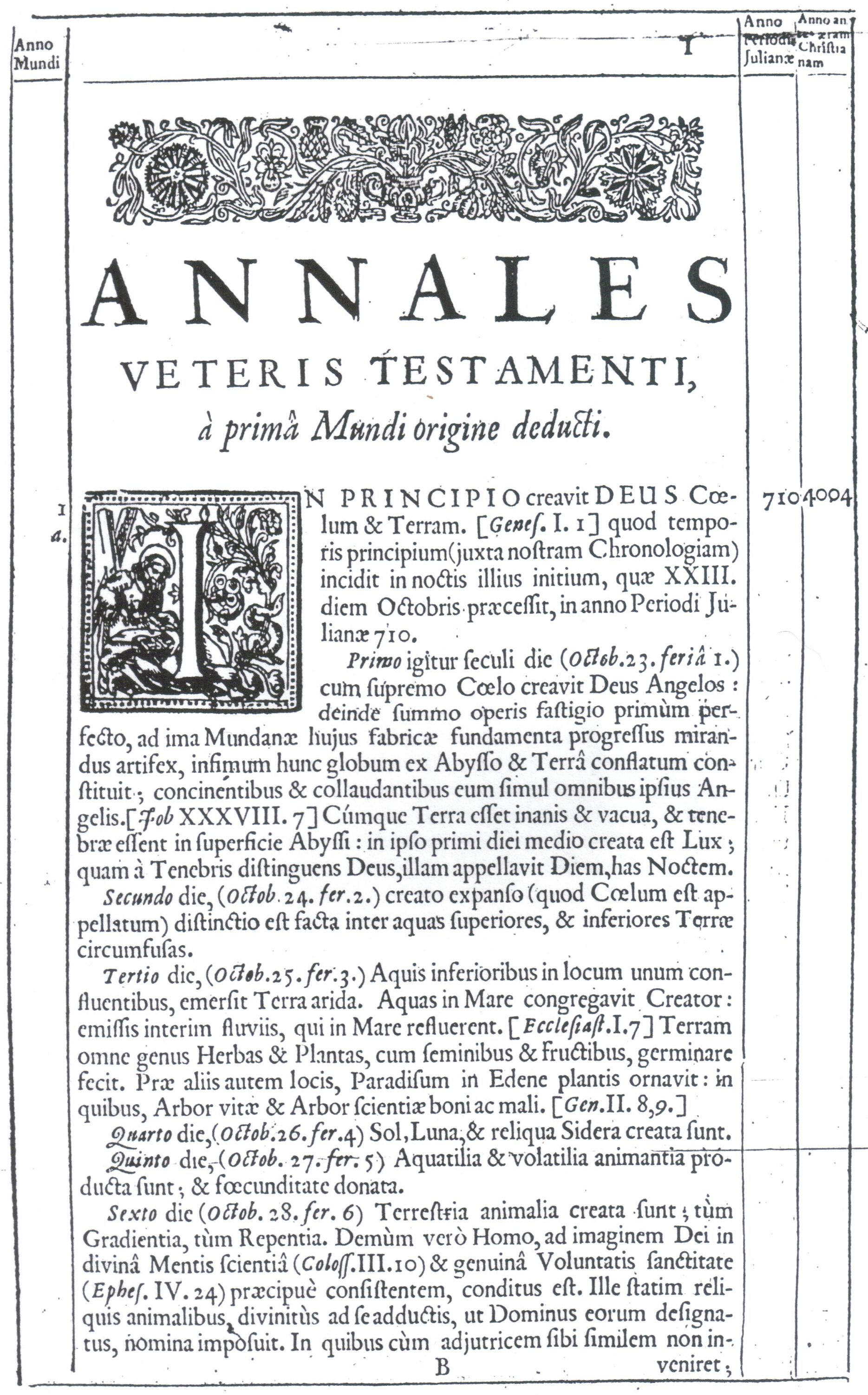
『世界の起源を示す旧約聖書の年代記』の1ページ

アッシャーの年表（または年代記、Ussher chronology）は17世紀のアイルランド、アーマーの司教、ジェームズ・アッシャーが、聖書の記述をもとに、天地創造までの時間を計算したもので、天地創造は紀元前4004年に行われたと結論したものである。
アッシャーは1648年ころから、暦についての作品を発表し、最も有名な著書 Annales veteris testamenti, a prima mundi origine deducti（『世界の起源を示す旧約聖書の年代記』）は1650年に出版された。アッシャーは天地創造は紀元前4004年の10月22日の夕暮れに行われたとした。同様な算出は様々な学者がおこなっており、それぞれ少しずつ異なっている。例えば天地創造の年を、ベーダ・ヴェネラビリスは紀元前3952年とし、スカリゲルは紀元前3949年、後のヨハネス・ケプラーは紀元前3992年、アイザック・ニュートンは紀元前4000年とした。
18世紀に斉一説をとるチャールズ・ライエルらの地質学者は、地形の生成に必要な年月が、聖書の記述から求められた天地創造からの時間と比較して非常に長いとして、創造論の立場をとる学者と論争を行った。

## アッシャーの年表の年代
- 紀元前4004年 - 天地創造[1]
- 紀元前2348年 - ノアの洪水
- 紀元前1921年 - アブラハムの啓示
- 紀元前1491年 - 出エジプト記モーセとユダヤ人のエジプト脱出
- 紀元前1012年 - エルサレム神殿の設立
- 紀元前586年 - バビロン捕囚の始まり
- 紀元前4年 - キリスト誕生